# Plan de analiză și acoperire a riscurilor
Plan de analiză și acoperire a riscurilor (acronim: PAAR), în Franța poartă numele de Plan de prevenire a riscurilor, este un document care indică zonele geografice supuse pericolelor naturale sau tehnologice și identifică măsurile adecvate pentru reducerea riscurilor.
Acesta este un document întocmit de autorități publice în materie de prevenire a pericolelor, care îi permite să enumere și să clasifice riscurile cunoscute la care sunt supuse solurile înainte de stabilirea și elaborarea unei politici de utilizare a terenurilor precum și de prevenire și management al diverselor riscuri pe parcursul dezvoltării, urbanizării și gestionării teritoriilor la nivel local, municipal, județean, etc.
În PAR sunt prezentate măsurilor de protecție civilă care trebuie avute în cazul dezastrelor naturale și așa-ziselor riscuri majore.

## Scop
Scopurile PAAR este de a asigura cunoașterea de către toți factorii implicați a sarcinilor și atribuțiilor ce le revin premergător, pe timpul și după apariția unei situații de urgență, de a crea un cadru unitar și coerent de acțiune pentru prevenirea și gestionarea riscurilor generatoare de situații de urgență și de a asigura un răspuns optim în caz de urgență, adecvat fiecărui tip de risc identificat.

## Obiective PAAR
- asigurarea prevenirii riscurilor generatoare de situații de urgență, prin evitarea manifestării acestora, reducerea frecvenței de producere ori limitarea consecințelor lor, în baza concluziilor rezultate în urma identificării și evaluării tipurilor de risc, conform schemei cu riscurile teritoriale;
- amplasarea și dimensionarea unităților operative și a celorlalte forțe destinate asigurării funcțiilor de sprijin privind prevenirea și gestionarea situațiilor de urgență;
- stabilirea concepției de intervenție în situații de urgență și elaborarea planurilor operative;
- alocarea și optimizarea forțelor și mijloacelor necesare prevenirii și gestionării situațiilor de urgență[1].

## Tipuri de riscuri
Tipuri de riscuri posibile în România: incendii, cutremure, inundații, accidente, explozii, avarii, alunecări sau prăbușiri de teren, îmbolnăviri în masa, prăbușiri ale unor construcții, instalații ori amenajări, eșuarea sau scufundarea unor nave, căderi de obiecte din atmosfera ori din cosmos, tornade, avalanșe, eșecul serviciilor de utilități publice și alte calamitați naturale, sinistre grave sau evenimente publice de amploare determinate ori favorizate de factori de risc specifici, etc..

## Despre PAAR în România
Responsabilități
Responsabilitățile privind analiza și acoperirea riscurilor revin tuturor factorilor care, potrivit legii, au atribuții ori asigură funcții de sprijin privind prevenirea și gestionarea situațiilor de urgență în profil teritorial.
PAAR se întocmesc de comitetul județean/al municipiului București pentru situații de urgență, respectiv de comitetele locale pentru situații de urgență(CLSU) și se aprobă de consiliul județean/Consiliul General al Municipiului București, respectiv de consiliile locale, corespunzător unităților administrativ-teritoriale pe care le reprezintă.
După elaborare și aprobare, PAAR se pun la dispoziție secretariatelor tehnice permanente ale comitetelor județene/al municipiului București/locale pentru situații de urgență, iar extrase din documentele respective se transmit celorlalte instituții și organisme cu atribuții în prevenirea și gestionarea riscurilor generatoare de situații de urgență, acestea având obligația să cunoască, în părțile care le privesc, conținutul planurilor și să le aplice corespunzător situațiilor de urgență specifice.
Inspectoratele județene/al municipiului București pentru situații de urgență, prin centrele operaționale, asigură pregătirea, organizarea și coordonarea acțiunilor de răspuns, precum și elaborarea procedurilor specifice de intervenție, corespunzătoare tipurilor de riscuri generatoare de situații de urgență. PAAR din unitatea administrativ-teritorială(comună, oraș, municipiu și județ) se aprobă de prefectul fiecărui județ..
Componența planului PAAR
- amplasare geografică și relief;
- caracteristici climaterice;
- rețea hidrografică;
- populație;
- căi de transport;
- dezvoltare economică;
- infrastructuri locale;
- specific regional, etc[1].